# رانوتشيو بيانكي باندينيلي
رانوتشيو بيانكي باندينيلي (19 فبراير 1900 - 17 يناير 1975)، هو عالم آثار إيطالي ومؤرخ فني.  
وُلد بيانكي باندينيلي في مدينة سيينا لأبوين ماريو بيانكي باندينيلي ومارجريتا أوتيلي «ليلي» فون كورن (بيانكي باندينيلي)، اللذين ينحدران من الطبقة الأرستقراطية القديمة في سيينا. ركز أبحاثه المبكرة على المراكز الأترورية. اشمئز من الفاشية الإيطالية، فقد تحول إلى الشيوعية بعد الحرب العالمية الثانية وأصبح ماركسيًا. بصفته مناهضًا للفاشية، تم تعيينه في عدد من المناصب الفنية والتاريخية المهمة بعد الحرب مباشرة. على سبيل المثال ، كان مديرًا لوزارة الفنون الجميلة والآثار في الحكومة الجديدة (Antichità e Belle Arti ، 1945-1948). نُشرت مذكراته عن الفاشية في إيطاليا عام 1995 ( Hitler e Mussolini، 1938: il viaggio del Führer in Italia ). 

## روابط خارجية
- «بيانكي باندينيلي ، رانوتشيو» . قاموس مؤرخي الفن.